# ТЕЦ Кендал
ТЕЦ Кендал е ТЕЦ с въглища в Мпумаланга, Република Южна Африка. Кендал е построена между 1982 и 1993. Първия блок е въведен в експлоатация през 1988 г.
Електричеството е генерирано от шест енергоблока по 686 MW, с общ капацитет 4116 MW.